# Begraafplaats van Komen (België)
De Begraafplaats van Komen is een gemeentelijke begraafplaats in de Belgische gemeente Komen. De begraafplaats ligt langs de Steenweg op Waasten op 380 m ten westen van het centrum (Sint-Chrysoliuskerk). De begraafplaats heeft een onregelmatig grondplan een wordt grotendeels omsloten door betonnen platen. Aan de straatzijde wordt ze afgesloten door een laag bakstenen muurtje waarop een metalen traliehek is aangebracht. De toegang bestaat uit een dubbel metalen traliehek.  

## Britse oorlogsgraven
Rechts van het centrale pad, dicht bij de ingang, bevindt zich een perk met Britse gesneuvelden uit de Tweede Wereldoorlog. Het Cross of Sacrifice staat tegen de westelijke rand opgesteld. Er liggen 100 Britten (waaronder 5 niet geïdentificeerde) begraven. Zij sneuvelden allen tussen 21 en 28 mei 1940 in de strijd tegen het oprukkende Duitse leger en de gevechten aan de Leie om de aftocht van het Britse expeditieleger naar Duinkerke te dekken. 
Hun graven worden onderhouden door de Commonwealth War Graves Commission en zijn daar geregistreerd onder Comines (Komen) Communal Cemetery.

### Onderscheiden militairen
- Richard Crompton-Roberts, luitenant bij de Grenadier Guards werd onderscheiden met het Military Cross (MC).
- Arthur James Cassford, onderofficier bij de Grenadier Guards werd onderscheiden met de Distinguished Conduct Medal (DCM).
- William Frederick Hardy, soldaat bij de Grenadier Guards werd onderscheiden  met de Military Medal (MM).